# Uganda nos Jogos Olímpicos
Uganda participou pela primeira vez dos Jogos Olímpicos em 1956, e enviou atletas para participarem de todos os Jogos Olímpicos de Verão desde então, exceto pelo boicote às Olimpíadas de 1976. Uganda nunca participou dos Jogos Olímpicos de Inverno.
Atletas de Uganda ganharam um total de 7 medalhas olímpicas, todas no Atletismo e no Boxe.
O Comitê Olímpico Nacional de Uganda foi criado em 1950 e reconhecido pelo COI em 1956.

## Medalhistas
| Medalha | Nome              | Jogos                 | Esporte   | Evento                        |
| ------- | ----------------- | --------------------- | --------- | ----------------------------- |
|         | Eridadi Mukwanga  | 1968 Cidade do México | Boxe      | Peso galo                     |
|         | Leo Rwabwogo      | 1968 Cidade do México | Boxe      | Peso mosca                    |
|         | John Akii-Bua     | 1972 Munique          | Atletismo | 400m com barreiras            |
|         | Leo Rwabwogo      | 1972 Munique          | Boxe      | Peso mosca                    |
|         | John Mugabi       | 1980 Moscou           | Boxe      | Peso meio-médio               |
|         | Davis Kamoga      | 1996 Atlanta          | Atletismo | 400m masculino                |
|         | Stephen Kiprotich | 2012 Londres          | Atletismo | Maratona masculina            |
|         | Peruth Chemutai   | 2020 Tóquio           | Atletismo | 3000m com obstáculos feminino |
|         | Joshua Cheptegei  | 2020 Tóquio           | Atletismo | 5000m masculino               |
|         | Joshua Cheptegei  | 2020 Tóquio           | Atletismo | 10000m masculino              |
|         | Jacob Kiplimo     | 2020 Tóquio           | Atletismo | 10000m masculino              |
|         | Joshua Cheptegei  | 2024 Paris            | Atletismo | 5000m masculino               |
|         | Peruth Chemutai   | 2024 Paris            | Atletismo | 3000m com obstáculos feminino |

## Quadros de medalhas

### Medalhas por Jogos de Verão
| Edição                | Atletas      | Medalha de ouro | Medalha de prata | Medalha de bronze | Total de medalhas | Pos. |
| --------------------- | ------------ | --------------- | ---------------- | ----------------- | ----------------- | ---- |
| 1956 Melbourne        | 3            | 0               | 0                | 0                 | 0                 | —    |
| 1960 Roma             | 10           | 0               | 0                | 0                 | 0                 | —    |
| 1964 Tóquio           | 13           | 0               | 0                | 0                 | 0                 | —    |
| 1968 Cidade do México | 11           | 0               | 1                | 1                 | 2                 | 38   |
| 1972 Munique          | 33           | 1               | 1                | 0                 | 2                 | 24   |
| 1976 Montreal         | Não competiu | Não competiu    | Não competiu     | Não competiu      | Não competiu      | —    |
| 1980 Moscou           | 13           | 0               | 1                | 0                 | 1                 | 32   |
| 1984 Los Angeles      | 26           | 0               | 0                | 0                 | 0                 | —    |
| 1988 Seul             | 24           | 0               | 0                | 0                 | 0                 | —    |
| 1992 Barcelona        | 8            | 0               | 0                | 0                 | 0                 | —    |
| 1996 Atlanta          | 10           | 0               | 0                | 1                 | 1                 | 71   |
| 2000 Sydney           | 13           | 0               | 0                | 0                 | 0                 | —    |
| 2004 Atenas           | 11           | 0               | 0                | 0                 | 0                 | —    |
| 2008 Pequim           | 12           | 0               | 0                | 0                 | 0                 | —    |
| 2012 Londres          | 15           | 1               | 0                | 0                 | 1                 | 50   |
| 2016 Rio de Janeiro   | 21           | 0               | 0                | 0                 | 0                 | —    |
| 2020 Tóquio           | 25           | 2               | 1                | 1                 | 4                 | 36   |
| 2024 Paris            | 24           | 1               | 1                | 0                 | 2                 | 55   |
| 2028 Los Angeles      |              |                 |                  |                   |                   | —    |
| 2032 Brisbane         |              |                 |                  |                   |                   | -    |
| Total                 | Total        | 5               | 5                | 3                 | 13                | 72   |

### Medalhas por modalidade
| Pos.  | Modalidade | Medalha de ouro | Medalha de prata | Medalha de bronze | Total de medalhas | Pos. geral |
| ----- | ---------- | --------------- | ---------------- | ----------------- | ----------------- | ---------- |
| 1     | Atletismo  | 5               | 2                | 2                 | 9                 | 38         |
| 2     | Boxe       | 0               | 3                | 1                 | 4                 | 50         |
| Total | Total      | 5               | 5                | 3                 | 13                | 72         |